# Aspazija
Aspazija és el nom de ploma d'Elza Pliekšāne nom de naixement Elza Rozenberga (Pagasts Zaļenieku (prop de Jelgava), 16 de març de 1865 - Jurmala,5 de novembre de 1943), va ser una poeta i dramaturga de Letònia. Aspazija és la transliteració en letó d'Aspàsia (un gènere d'orquídia).

## Biografia
Aspazija va néixer a la vora de Jelgava el 1865, on va estudiar i es va involucrar en organitzacions juvenils.

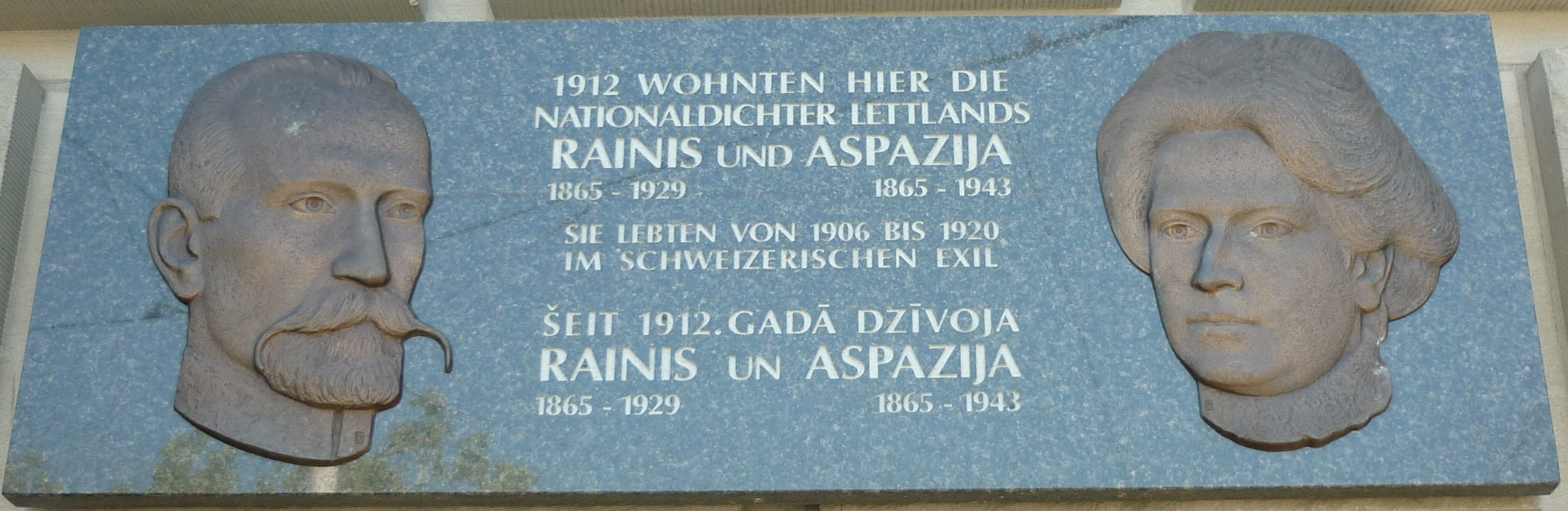
Placa en honor el matrimoni Rainis i Aspazija a Zúric

Amb els anys, ella es va anar interessant per la literatura i forma part del «nou corrent» (en letó: Jaunā strāva), on va conèixer un dels seus líders, Jānis Pliekšāns (més conegut com a Rainis), editor d'un diari, poeta i advocat. La parella es va casar el 1897 i van viure durant un temps a Panevėžys a Lituània. Van ser condemnats a l'exili per Rússia des de 1897 fins a 1903 i després es van traslladar a viure a Suïssa des de 1905 fins a 1920. Al seu retorn a la Letònia independent després de la Primera Guerra Mundial, va prendre part en el moviment feminista. Aspazija també es va unir al Partit Socialdemòcrata Obrer Letó i va ser membre de totes les sessions del Saeima des de 1920 a 1934.

## Obres literàries
Els primers treballs d'Aspazija van ser realistes, però la major part de la seva producció és neoromàntica. Algunes obres tenen una mirada nostàlgica cap al passat, per exemple, la peça Vaidelote (un servent dels déus a la mitologia lituana), escrita el 1894, i situada en el segle xiv del Gran Ducat de Lituània.